# 茉莉芹

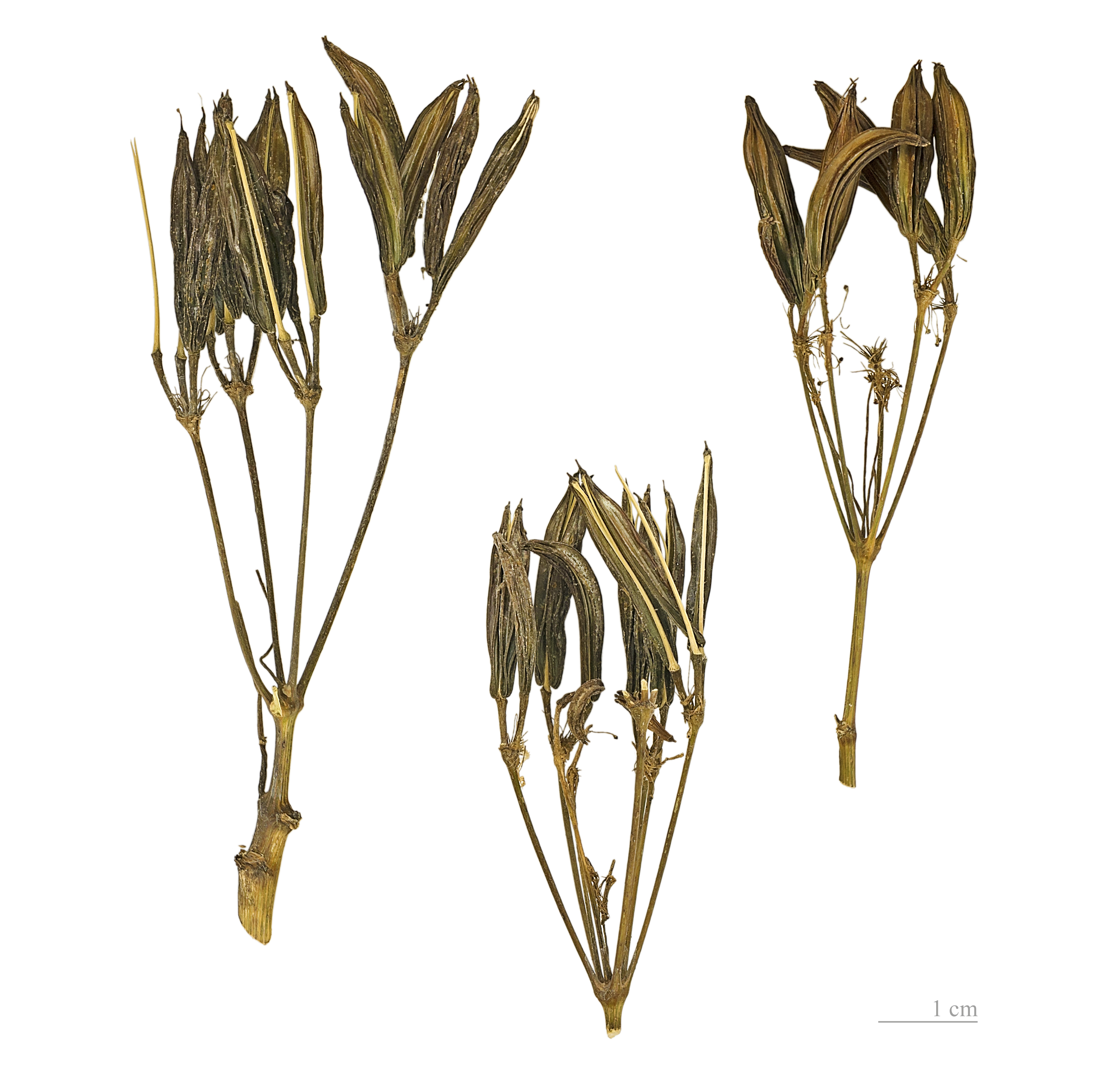
Myrrhis odorata

茉莉芹，傘形科茉莉芹属下唯一的一个种，为多年生草本植物，原產於歐洲。虽然别称歐洲沒藥、甜沒藥，但茉莉芹与真正的没药毫无关联。没药主要用于熏香和制药，而茉莉芹主要作为蔬菜和香草食用。